# لیگ برتر فوتبال آندورا
لیگ برتر فوتبال آندورا (به کاتالانی: Primera Divisió) معتبرترین لیگ فوتبال در کشور آندورا است که از سال ۱۹۹۵ تاکنون برگزار می‌شود. این لیگ از ۸ تیم که از سراسر کشور آندورا در آن شرکت می‌کنند برگزار می‌شود.
باشگاه فوتبال سانتا کولوما با ۶ قهرمانی پرافتخارترین تیم این سری مسابقات به حساب می‌آید.